# Saint-Rémy-lès-Chevreuse
Saint-Rémy-lès-Chevreuse è un comune francese di 8 208 abitanti situato nel dipartimento degli Yvelines nella regione dell'Île-de-France. Fa parte della Valle di Chevreuse.

## Società

### Evoluzione demografica
Abitanti censiti